# Новогебридська плита

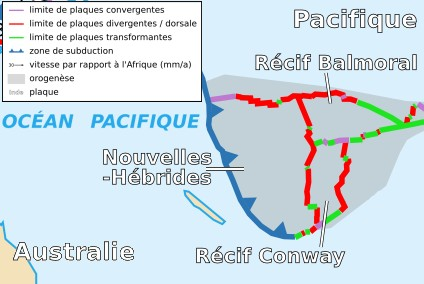
Розташування Новогебридської плити

Новогебридська плита — тектонічна мікроплита. Має площу — 0,01585 стерадіан. Зазвичай розглядається у складі Тихоокеанської плити.
Розташована в Тихому океані поблизу острова Вануату. Плита межує на південному заході з Індо-Австралійською плитою, яка зазнає субдукції під неї.
Межує з плитами: Індо-Австралійською, Тихоокеанською, рифу Балморал, рифу Конвей.